# Roche (La Unión)
Roche es una localidad de la Región de Murcia situada al oeste del municipio de La Unión.

## Geografía
Desde sus orígenes, esta localidad perteneció al municipio de Cartagena. El 1 de enero de 1860 decidió, junto con otras poblaciones como Portmán, secesionarse de Cartagena a fin de fusionarse en municipio y Ayuntamiento propios con el nombre de Villa de El Garbanzal.
Se encuentra dividido en Roche Alto y Roche Bajo.

## Historia
La historia de Roche ha estado ligada a la minería. Se sabe que los romanos y los árabes se asentaron en esta zona para poder explotar las minas de plata y plomo. También se explotó la agricultura y la ganadería ya que, desde la primera parte del siglo XVI, los antiguos cristianos asentados en la zona empezaron a cultivar la tierra con cebada, trigo y viñedos.
En 1789, José Antonio de Oliver recibe del Rey Carlos IV el nombramiento a título de Conde de Roche.

## Fiestas
Se celebran en honor a la Patrona, la Virgen de los Dolores, sin embargo estas no se hacen el Viernes Santo, día de la Virgen de los Dolores, por encontrarse a las puertas de la Semana Santa.
La primera documentación de las fiestas de Roche data de los años 20; en los 30 hay constancia escrita de la celebración de las mismas. Estas fiestas, al estar ya desplazadas en sí del día de la Patrona, han cambiado de calendario varias veces a lo largo de los años para acomodarse mejor a las circunstancias. No obstante, estas siempre han tenido lugar durante alguno de los meses de verano.
Además de todos los actos normales de unas fiestas, como es la elección de la Reina y demás actividades a realizar durante el tiempo que estas duran, tiene especial relevancia y tradición las Carreras de Cintas y de Pañuelos. Una para los niños, a pie, y la otra para mayores en bicicleta o moto. Este especial sentido lo adquieren estas carreras por cuanto, al menos en el pasado, las cintas o pañuelos que ese día lucirán las Manolas, eran obras que ellas mismas habían realizado a lo largo del año, en casa de alguna de las bordadoras donde, a la vez que aprendían este delicado oficio, hacían el bordado que más le gustaba para lucirlo el día señalado en el palco.
En la actualidad, el punto neurálgico de las fiestas es la Plaza del Centro Social.

## Servicios

### Salud
Dispone de un consultorio, que atiende a los vecinos de la localidad, además de un centro social de mayores.

### Educación
Dispone de un colegio público bilingüe, el Ginés Cabezos Gomariz.

### Cultura
En la localidad se encuentra el Museo Etnográfico. Situado en las Antiguas Escuelas de Roche, construidas en 1909, fue remodelado en 2010 para acoger la colección etnográfica.
Este museo acoge la historia de una ciudad paradójica, reflejando la fusión de las dos caras de la moneda, por un lado mineros enriquecidos, aportando un aire renovador y cosmopolita, y por otro lado duros trabajadores. Sus costumbres, mentalidades, utensilios, mobiliario, ocio, etc. pueden verse reflejados en éste museo.
Por otro lado, dispone de bibliobús.

## Transporte y comunicaciones

### Principales carreteras
- RM-F41  La Unión - Roche

### Autobús
El servicio de viajeros por carretera del municipio se engloba dentro de la marca Movibus, el sistema de transporte público interurbano de la Región de Murcia (España), que incluye los servicios de autobús de titularidad autonómica.
| Línea | Recorrido                    | Operador       |
| ----- | ---------------------------- | -------------- |
| 42C   | Cartagena - Roche - La Unión | ALSA (TUCARSA) |